# 虎皮楠
虎皮楠（学名：Daphniphyllum oldhamii）为虎皮楠科虎皮楠属下的一个种。